# Agaricus agrocyboides
Agaricus agrocyboides es un hongo de la familia Amanitaceae recolectado por primera vez en el Congo por Julie-Henriette-Martha Fontana y descrito por Paul Heinemann.

## Descripción
Píleo o sombrero de 4-6 cm de diámetro, bastante grueso, en principio amplio campanulado-acampanado y umbo o cónico, posteriormente truncado con una ligera depresión; superficie adherida, de color pardo-ocre pálido, algo rosado en los bordes y más ocre oscuro en el centro, fibriloso o formado de fibras, con pequeñas escamas poco definidas del mismo color.
Estípite de 6-8 cm de alto y 5-7 mm de ancho, fistuloso (hueco), delgado, cilíndrico, engrosándose gradualmente hacia la base (hasta 12 mm de diámetro); superficie blanca, fibrilosa por encima del anillo, con pequeñas escamas ocre dispersas debajo del anillo que manchan al tacto; anillo blanco, ancho, de inserción alta, membranoso, frágil y con margen lacero. Rizomorfos en la base. Láminas densas, desiguales, de hasta 5 mm de ancho, abultadas, redondeadas en los extremos y libres respecto al estípite. Carne firme, blanca, volviéndose pardusca al corte, con tonos más rojizos en el estípite; sabor y olor agradables. Esporas marrón.
Esporas de color marrón rojizo claro en agua y marrón bistre claro en amoniaco, de 5.2-6.6 µ × 3.2-3.8 µ, alargadas y elípticas, con rara presencia de una depresión muy tenue en el borde interno; membranas bastante gruesas; poros ausentes; apículo hialino de tamaño medio. Basidios cortos claviformes, subcilíndricos, tetraspóricos, de 15-18 µ × 5.5-7 µ. Queliocistidios abundantes, anchos y piriformes, de 30-40 µ × 11-22 µ, con membrana delgada e hialina. Subhimenio celuloso. La cubierta del píleo presenta hifas cilíndricas, con elementos largos raramente ramificados, de 3-9 µ de diámetro, apenas estrechados en los tabiques, de membrana delgada, lisa o finamente asperulada, con contenido marrón-ocráceo o hialino; abundantes concreciones amarillas y marrón anaranjado.

## Distribución y hábitat
Se recolectaron por primera vez en el Distrito de los Lagos Eduardo y Kivu (Kivu), ejemplares aislados o agrupados de 2-3, sobre el suelo, en una antigua plantación de cafetos (Coffea arabica), en diciembre de 1954.